# Новоселівка (Волноваський район)
Новосе́лівка — село Мирненської селищної громади Волноваського району Донецької області, Україна. Населення становить 976 осіб.

## Загальні відомості
Відстань до районного центру становить 25 км, до Волновахи — 37 км і проходить автошляхом Т 0512.
Із 1962 по 1963 роки, до входження Новоселівки до Тельманівського району, село було підпорядковане Новоазовському району.
З 11 грудня 2014 року село підпорядковане Волноваському району Донецької області.
У селі розташовані Новоселівська сільрада, будинок культури, амбулаторія, школа, дитячий садок та ряд крамниць.

## Символіка
Офіційний герб села Новоселівка затверджено 25 грудня 2000 року Рішенням №23 Сільської ради. Автори: Олег Ігорович Киричок.
У зеленому щиті лазуровий перев'яз зліва, що супроводжується в правому верхньому і лівому нижньому кутах щита чотирма різновисокими золотими колоссями попарно, а знизу - золотими літерами "1826". Поверх перев'язу щиток: у золотому полі чорна голова корови, що виходить зліва.

## Війна на сході України
Близько 01:00 години 8 лютого 2015 року в секторі «Маріуполь», поблизу села Новоселівка, під час обстрілу терористами українських позицій, міна потрапила в бліндаж, де перебував офіцер з чотирма військовослужбовцями Збройних Сил України, загинув старший лейтенант Віктор Левківський, а інші військовики зазнали поранень.
12 серпня 2015 року загинув під час виконання бойового завдання поблизу села Новоселівка Волноваського району солдат 14-ї бригади Олександр Єжов.

## Населення
За даними перепису 2001 року населення села становило 976 осіб, із них 18,85 % зазначили рідною мову українську, 79,82 % — російську, 0,92 % — грецьку, 0,2 % — угорську та 0,1 % — єврейську мову.

## Галерея
|                        |
| Центр села Новоселівка |

|       |
| Школа |

|                          |
| Пам'ятник Т. Г. Шевченку |

|                  |
| Вид в бік центру |